# Jylland (1860)
Jylland – duńska fregata zbudowana w 1862 roku, służąca jako okręt muzeum w Ebeltoft na półwyspie jutlandzkim.

## Konstrukcja
"Jylland" (Jutlandia) była trzecią fregatą typu Niels Juel. Był to ostatni duński, duży okręt wojenny zbudowany z dębiny. Za projekt fregaty odpowiadał komandor Otton Suenson, za kadłub mistrz szkutniczy Zacharias Pedersen a za mechanizm napędowy komandor Tuxten i inżynier William Wain. Plan okrętu osobiście zatwierdził król Fryderyk VII w dniu 14 września 1857 roku. "Jylland" był fregatą śrubową, jej głównym napędem była tłokowa, pozioma, dwucylindrowa maszyna parowa o mocy nominalnej 400 KM (przy 56 obr./min.) zasilana przez cztery niskociśnieniowe kotły parowe opalane węglem, napędzająca dwułopatową śrubę. Okręt zabierał 248 ton węgla.  Kadłub poniżej linii wodnej obity był miedzianymi blachami zapobiegającymi osiadaniu na kadłubie morskich stworzeń. 

## Służba
Po wejściu do służby fregata wzięła udział w wojnie pomiędzy Danią a koalicją Austrii i Prus. 9 maja 1864 roku okręt brał udział w bitwie pod Helgolandem, a następnie brała udział w rajdach na wody Zatoki Gdańskiej w celu blokowania portów pruskich. We wrześniu tego samego roku wojna zakończyła się porażką Danii. Po wojnie fregata odbyła kilkadziesiąt rejsów na Atlantyk, Morze Śródziemne, Karaiby, do Ameryki Południowej. 1 sierpnia 1874 roku mając na pokładzie króla Chrystiana IX okręt brał udział w obchodach tysiąclecia kolonizacji Islandii. 4 kwietnia 1887 roku okręt został przeniesiony do rezerwy, W 1908 roku został skreślony z listy floty i do 1912 roku pełnił funkcję pływającej ekspozycji Wystawy Narodowej cumując w Kopenhadze. Następnie był hulkiem mieszkalnym szkoły męskiej a po wybuchu I wojny światowej marynarka urządziła na jego pokładzie szkołę radiotelegrafistów. Po wojnie fregatę ponownie przejęła szkoła jednak stopień zużycia okrętu uniemożliwiał jego dalszą służbę jako internatu. Aby uchronić jednostkę przed rozbiórką w 1925 roku zawiązał się komitet na rzecz zachowania fregaty, który w 1936 roku przekształcił się w fundację "Stowarzyszenie przyjaciół fregaty Jylland". Do 1951 roku na okręcie podczas wakacji wypoczywały dzieci ze wsi. Od 1984 roku okręt stoi w suchym doku w mieście Ebeltoft, a od 1994 jest udostępniony publiczności.